# El Niño

Schematické znázornění rozložení počasí při El Niño

Normální stav. Rovníkové větry odtlačují teplou vodu k západu. Podél pobřeží Jižní Ameriky vystupují studené vody. (NOAA/PMEL/TAO)

Stav El Niño. Teplé vody jsou poblíž jihoamerického pobřeží. Chybí výstupy studených vod u pobřeží Jižní Ameriky.

Smyčka El Niño 1997-98 ukazující extrémní anomálie teploty povrchu moře (SST) ve východním tropickém Pacifiku.

El Niño (španělsky: [elˈni.ɲo]) je teplá fáze jevu nazvaného ENSO (El Niño Southern Oscillation, resp. El Niño a jižní oscilace), provázená zápornou fází jižní oscilace. Jev je spojen s pásmem teplé oceánské vody, které vzniká ve středním a východním rovníkovém Pacifiku (přibližně mezi Datovou hranicí a 120° z. d.), včetně oblasti u tichomořského pobřeží Jižní Ameriky. Za normálního stavu je tato teplá voda odnášena větrem (pasáty) na západ a na její místo se dostává hlubokomořská chladná voda. To má výrazný vliv na podnebí v celém tropickém Pacifiku. V uvedené východní části Pacifiku je podnebí beze srážek a vysoký atmosférický tlak. Na západě Pacifiku je tomu naopak. Teplá povrchová voda způsobuje v oblasti Indonésie a okolí časté tropické bouře. Kromě tohoto normálního stavu vznikají v oblasti tropického Pacifiku další dva jevy: El Niño a La Niña. Střídání těchto tří stavů/fází se nazývá ENSO. Ve fázi El Niño jsou uvedené pasáty slabší nebo žádné, teplá povrchová voda zůstává víceméně ve východní oblasti Pacifiku, což zde mezi zářím a listopadem způsobuje zde neobvyklé deštivé bouřkové podnebí. Je známo, že fáze El Niño trvají většinou čtyři roky, záznamy však ukazují, že mohou trvat dva až sedm let. Opačnou anomálií oproti normálnímu stavu je vlastně zesílení normálního stavu a nazývá se La Niña. Při ní dochází k tomu, že ve východním Pacifiku jsou teploty povrchové mořské vody podprůměrné a tlak vzduchu je velmi vysoký. Naopak v západním Pacifiku jsou teploty povrchové vody nadprůměrné a tlak vzduchu velmi nízký. Cyklus ENSO způsobuje globální změny teplot a srážek.
Rozvojové země, které jsou závislé na vlastním zemědělství a rybolovu, zejména ty, které sousedí s Tichým oceánem, jsou obvykle postiženy nejvíce. Ve španělštině výraz El Niño psaný s velkým písmenem znamená „chlapeček“. V této fázi oscilace bývá bazén teplé vody v Tichém oceánu poblíž Jižní Ameriky nejteplejší kolem Vánoc. Původní slovní spojení El Niño de Navidad vzniklo před několika staletími, kdy peruánští rybáři pojmenovali tento meteorologický jev podle novorozeného Krista. La Niña, jako „opak“ El Niña, znamená ve španělštině „holčička“.

## Popis
Původně se termín El Niño vztahoval na každoroční slabé teplé oceánské proudění, které probíhalo na jih podél pobřeží Peru a Ekvádoru v době kolem Vánoc, postupem času se však používání termínu posunulo a nyní označuje teplou a negativní fázi ENSO a představuje oteplení povrchu oceánu nebo nadprůměrné teploty povrchu moře ve střední a východní části tropického Tichého oceánu. Toto oteplení způsobuje změnu atmosférické cirkulace, kdy nad Indonésií, Indií a Austrálií ubývá srážek, zatímco nad střední a východní tropickou částí Tichého oceánu srážek přibývá a dochází k tvorbě tropických cyklón. Přízemní pasáty, které obvykle vanou podél rovníku od východu na západ, buď slábnou, nebo začínají vanout z opačného směru.
Předpokládá se, že El Niño se vyskytuje již tisíce let. Uvažuje se například, že El Niño ovlivnilo močickou kulturu v dnešním Peru. Vědci také nalezli chemické stopy vyšší teploty mořské hladiny a zvýšených srážek způsobených El Niñem v exemplářích korálů starých přibližně 13 000 let. Když kolem roku 1525 Francisco Pizarro přistál v Peru, zaznamenal srážky v pouštích, což je první písemný záznam o dopadech El Niña. Díky moderním výzkumům a technikám reanalýzy se od roku 1900 podařilo najít nejméně 26 událostí El Niño, přičemž události z let 1982–83, 1997–98 a 2014–16 patří k nejsilnějším v historii.
V současné době mají různé země různá kritéria pro stanovení toho, co je událost El Niño – dle svých specifických zájmů: Například australský meteorologický úřad před vyhlášením El Niña zkoumá pasáty, SOI, meteorologické modely a teplotu povrchu moře v oblastech Niño 3 a 3.4. V případě, že se jedná o událost El Niño, je třeba zvážit, zda se jedná o událost El Niño. Centrum pro klimatické předpovědi Spojených států (CPC) a Mezinárodní výzkumný institut pro klima a společnost (IRI) se zabývají teplotami povrchu moře v oblasti Niño 3.4, atmosférou tropického Pacifiku a předpovídají, že index ONI (Oceanic Niño Index) Národního úřadu pro oceán a atmosféru (NOAA) bude několik sezón po sobě rovný nebo vyšší než +0,5 °C. Japonská meteorologická agentura však prohlašuje, že událost El Niño začala, když průměrná pětiměsíční odchylka teploty povrchu moře pro oblast NINO.3 regionu je po dobu šesti po sobě jdoucích měsíců nebo déle teplejší o více než 0,5 °C. Peruánská vláda prohlašuje, že probíhá pobřežní El Niño, pokud se odchylka teploty povrchu moře v regionech Niño 1 a 2 rovná nebo přesahuje 0,4 °C po dobu alespoň tří měsíců.
Neexistuje shoda v tom, zda změna klimatu bude mít nějaký vliv na výskyt, sílu nebo trvání jevů El Niño, protože výzkumy potvrzují, že jevy El Niño budou silnější, delší, kratší a slabší. Nedávné vědecké poznatky však ukázaly, že změna klimatu zvyšuje četnost extrémních jevů El Niño.

## Výskyty

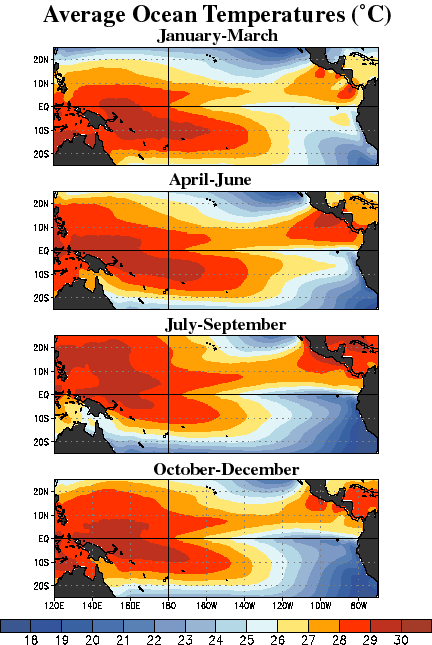
Průměrné teploty v rovníkovém Pacifiku, zveřejněné v roce 2009

Předpokládá se, že k jevům El Niño dochází již po tisíce let. Například se předpokládá, že El Niño ovlivnilo Moche v dnešním Peru, kteří obětovali lidi, aby se pokusili zabránit dešťům.
Předpokládá se, že od roku 1900 došlo k nejméně 30 událostem El Niño, přičemž události z let 1982–83, 1997–98 a 2014–16 patří k nejsilnějším v historii. Od roku 2000 byly události El Niño pozorovány v letech 2002–03, 2004–05, 2006–07, 2009–10, 2014–16, 2018–19, a počínaje rokem 2023.
Významné události ENSO byly zaznamenány také v letech 1790–93, 1828, 1876–78, 1891, 1925–26, 1972–73, 1982–83, 1997–98 a 2014–16.
Obvykle k této anomálii dochází v nepravidelných intervalech dvou až sedmi let a trvá devět měsíců až dva roky, průměrná délka období je pět let. Pokud toto oteplení trvá sedm až devět měsíců, klasifikuje se jako „podmínky“ El Niño; pokud je jeho trvání delší, klasifikuje se jako „epizoda“ El Niño.
Během silných epizod El Niño někdy po počátečním vrcholu následuje sekundární vrchol teploty povrchu moře v dálkovém východním rovníkovém Tichém oceánu.

## Kulturní dějiny a prehistorické informace

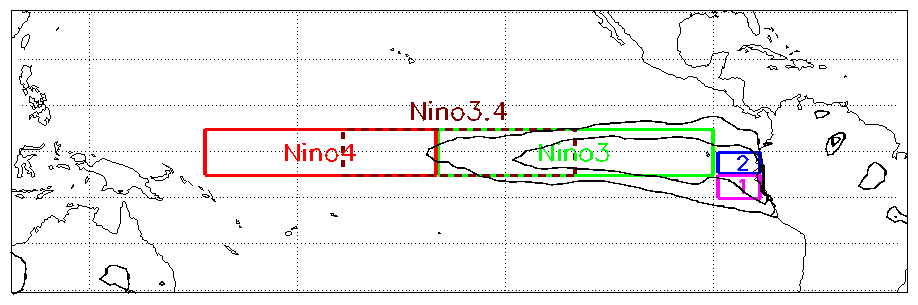
Mapa zobrazující Niño3.4 a další indexové oblasti

Podmínky ENSO se v posledních 300 letech objevují ve dvou až sedmiletých intervalech, většinou však byly slabé. Silné důkazy existují také pro události El Niño během rané holocenní epochy před 10 000 lety.
El Niño mohl vést k zániku Moche a dalších předkolumbovských peruánských kultur. Nedávná studie naznačuje, že silný vliv El Niña v letech 1789–1793 způsobil špatnou úrodu v Evropě, což následně pomohlo vyvolat Francouzskou revoluci. Extrémní počasí způsobené El Niñem v letech 1876–77 bylo příčinou nejsmrtelnějších hladomorů 19. století. Jen hladomor v severní Číně v roce 1876 zabil až 13 milionů lidí.
První zaznamenaná zmínka o termínu „El Niño“ pro označení klimatu se objevila v roce 1892, kdy kapitán Camilo Carrillo sdělil na kongresu geografické společnosti v Limě, že peruánští námořníci pojmenovali teplé jižní proudění „El Niño“, protože bylo nejvíce patrné kolem Vánoc. Ačkoli předkolumbovské společnosti o tomto jevu jistě věděly, domorodé názvy pro něj se ztratily do historie. Jev byl dlouho předmětem zájmu kvůli jeho vlivu na guáno a další podniky, které jsou závislé na biologické produktivitě moře. Je zaznamenáno, že již v roce 1822 si kartograf Joseph Lartigue z francouzské fregaty La Clorinde pod velením barona Mackaua všiml „protiproudu“ a jeho užitečnosti při cestování na jih podél peruánského pobřeží.
Charles Todd v roce 1888 naznačil, že sucha v Indii a Austrálii mají tendenci se vyskytovat ve stejnou dobu; Norman Lockyer zaznamenal totéž v roce 1904. Souvislost El Niña se záplavami uvedl v roce 1894 Victor Eguiguren (1852–1919) a v roce 1895 Federico Alfonso Pezet (1859–1929). V roce 1924 Gilbert Walker (po němž je pojmenována Walkerova cirkulace) vytvořil termín „jižní oscilace“ a jemu a dalším (včetně norsko-amerického meteorologa Jacoba Bjerknese) se obecně připisuje zásluha na identifikaci efektu El Niño.
Silné El Niño v letech 1982–83 vedl k nárůstu zájmu vědecké komunity. Období 1990–95 bylo neobvyklé v tom, že El Niňo se jen zřídka vyskytovalo v tak rychlém sledu za sebou. Zvláště intenzivní událost El Niňo v roce 1998 způsobila podle odhadů odumření 16 % světových útesových systémů. Tato událost dočasně oteplila teplotu vzduchu o 1,5 °C oproti obvyklému nárůstu o 0,25 °C spojenému s událostmi El Niño. Od té doby se masové bělení korálů stalo běžným jevem po celém světě, přičemž ve všech regionech došlo k „silnému bělení“.

## Diverzita
Předpokládá se, že existuje několik různých typů jevů El Niño, přičemž největší pozornost se věnuje kanonickému typu ve východním Pacifiku a typu Modoki ve středním Pacifiku. Tyto různé typy jevů El Niño se klasifikují podle toho, kde jsou anomálie teploty povrchu moře (SST) v tropickém Pacifiku největší. Například nejsilnější anomálie teploty povrchu moře spojené s kanonickou událostí ve východním Pacifiku se nacházejí u pobřeží Jižní Ameriky, nejsilnější anomálie spojené s událostí ve středním Pacifiku Modoki se nacházejí v blízkosti mezinárodní datové linie, nicméně během trvání jedné události se oblast s největšími anomáliemi teploty povrchu moře může měnit.
Tradiční Niño, nazývané také východopacifické El Niño, zahrnuje teplotní anomálie ve východním Pacifiku. V posledních dvou desetiletích však bylo pozorováno atypické El Niňo, při kterém není zasaženo obvyklé místo teplotní anomálie (Niňo 1 a 2), ale anomálie vzniká ve středním Pacifiku (Niňo 3.4). Tento jev se nazývá centrální pacifický (CP) El Niño, „Datový“ El Niño (protože anomálie vzniká v blízkosti mezinárodní datové linie) nebo El Niño „Modoki“ (Modoki je japonský výraz pro „podobný, ale jiný“).
Účinky středopacifického El Niño se liší od účinků tradičního EP El Niño – např. nedávno objevený El Niño vede k častějším hurikánům v Atlantiku.
Vedou se také vědecké debaty o samotné existenci tohoto „nového“ ENSO. Řada studií totiž zpochybňuje reálnost tohoto statistického rozlišení nebo jeho rostoucí výskyt, případně obojí, a to buď s argumentem, že spolehlivé záznamy jsou příliš krátké na to, aby bylo možné takové rozlišení zjistit, s použitím jiných statistických přístupů žádné rozlišení ani trend nezjistila,  nebo že by se měly rozlišovat jiné typy, např. standardní a extrémní ENSO.
První zaznamenané El Niño, které vzniklo ve středním Pacifiku a pohybovalo se směrem na východ, bylo v roce 1986. Nedávná El Niña ve středním Pacifiku se vyskytla v letech 1986–87, 1991–92, 1994–95, 2002–03, 2004–05 a 2009–10. V roce 2010 bylo zaznamenáno El Niño ve středním Pacifiku. Dále se vyskytly „Modoki“ v letech 1957–59, 1963–64, 1965–66, 1968–70, 1977–78 a 1979–80. Některé zdroje uvádějí, že El Niños v letech 2006–07 a 2014–16 byly také středopacifickými El Niños.

## Vliv na globální klima
El Niño ovlivňuje globální klima a narušuje normální průběh počasí, což může na některých místech vést k intenzivním bouřím a na jiných k suchu.

### Tropické cyklóny
Většina tropických cyklón se formuje na straně subtropického hřebene blíže k rovníku, poté se přesouvá směrem k pólu kolem osy hřebene a poté se vrací do hlavního pásu západních větrů. Oblasti západně od Japonska a Koreje mají tendenci zažívat mnohem méně nárazů tropických cyklón od září do listopadu během let El Niño a neutrálních let. Během let El Niño má zlom subtropického hřebene tendenci ležet poblíž 130° v. d., což by bylo příznivé pro japonské souostroví.
V Atlantském oceánu se zvyšuje vertikální střih větru, který brání vzniku a zesílení tropických cyklón, protože způsobuje zesílení západních větrů v atmosféře. Atmosféra nad Atlantským oceánem může být také sušší a stabilnější během jevů El Niño, což může také bránit vzniku a zesílení tropických cyklón. Ve východní části Tichého oceánu El Niño přispívá ke snížení východního vertikálního střihu větru a podporují nadnormální aktivitu hurikánů. Dopady stavu ENSO v této oblasti se však mohou lišit a jsou silně ovlivněny klimatickým pozadím. V západní části Tichomořské pánve dochází během událostí El Niño ke změně místa, kde se tropické cyklóny tvoří, přičemž se tvorba tropických cyklón posouvá na východ, aniž by se výrazněji změnilo, kolik jich každoročně vznikne. V důsledku této změny je Mikronésie častěji postihována tropickými cyklónami, zatímco v Číně se riziko postižení tropickými cyklónami snižuje. Ke změně místa, kde se tropické cyklóny tvoří, dochází také v jižní části Tichého oceánu mezi 135° v. d. a 120° z. d., přičemž tropické cyklóny se častěji vyskytují v jižní části Tichého oceánu než v australské oblasti. V důsledku této změny je o 50 % méně pravděpodobné, že tropické cyklóny dopadnou na pevninu v Queenslandu, zatímco riziko tropické cyklóny je zvýšené pro ostrovní státy jako Niue, Francouzská Polynésie, Tonga, Tuvalu a Cookovy ostrovy.

### Vzdálený vliv na tropický Atlantický oceán

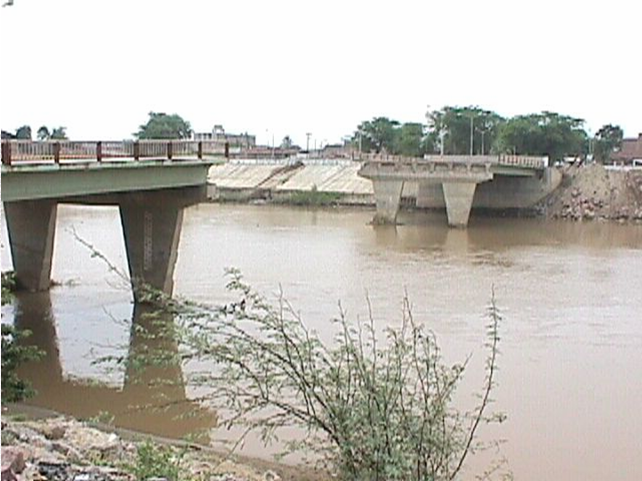
Most v Peru, který byl v roce 1998 zničen jevem El Niño.

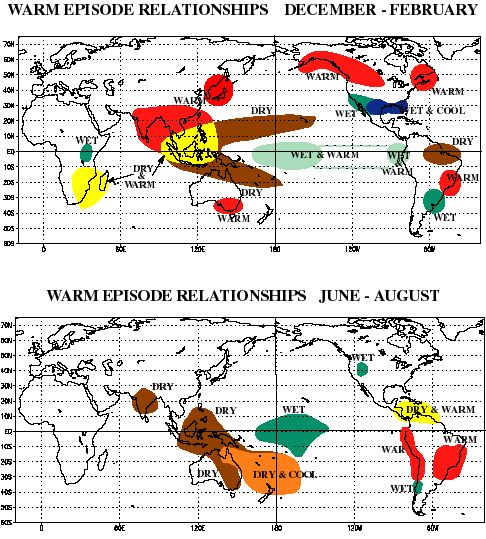
Během teplých epizod ENSO dochází k narušení normálních vzorců tropických srážek a atmosférické cirkulace.

Studium klimatických záznamů ukázalo, že události El Niño v rovníkovém Pacifiku jsou obvykle spojeny s teplým tropickým severním Atlantikem v následujícím jaru a létě. Přibližně polovina událostí El Niño přetrvává dostatečně dlouho do jarních měsíců, aby se teplý bazén západní polokoule v létě neobvykle zvětšil. Občas vliv El Niña na atlantickou Walkerovu cirkulaci nad Jižní Amerikou posílí východní pasáty v oblasti západního rovníkového Atlantiku. V důsledku toho může na jaře a v létě dojít k neobvyklému ochlazení ve východním rovníkovém Atlantiku, které následuje po vrcholu El Niña v zimě. Případy událostí typu El Niño v obou oceánech současně byly spojeny s vážnými hladomory souvisejícími s dlouhodobým výpadkem monzunových dešťů.

## Regionální vlivy
Pozorování událostí El Niño od roku 1950 ukazují, že dopady spojené s událostmi El Niño závisí na ročním období, nicméně i když se očekává, že během jevu dojde k určitým událostem a dopadům, není jisté nebo zaručené, že k nim dojde. Mezi dopady, které se obecně vyskytují během většiny událostí El Niño, patří podprůměrné srážky v Asii (mohutná tlaková výše zablokuje obvyklé monzunové deště) a na severu Jižní Ameriky, zatímco nadprůměrné srážky se vyskytují na jihovýchodě Jižní Ameriky, ve východní rovníkové Africe a na jihu Spojených států.

### Afrika
Ve východní Africe – včetně Keni, Tanzanie a povodí Bílého Nilu, panují v období dlouhých dešťů od března do května vlhčí podmínky, než je obvyklé. Od prosince do února jsou také v jižní a střední Africe, zejména v Zambii, Zimbabwe, Mosambiku a Botswaně, podmínky sušší než obvykle.

### Antarktida
Ve vysokých jižních zeměpisných šířkách kolem Antarktidy existuje mnoho souvislostí s ENSO, konkrétně podmínky El Niño způsobují anomálie vysokého tlaku nad Amundsenovým a Bellingshausenovým mořem, což způsobuje snížení mořského ledu a zvýšení tepelných toků směrem k pólům v těchto sektorech a také v Rossově moři. Weddellovo moře má naopak tendenci se během El Niña ochlazovat a je v něm více mořského ledu. Přesně opačné oteplení a anomálie atmosférického tlaku se objevují během období La Niña. Tento vzorec proměnlivosti je znám jako antarktický dipólový režim, ačkoli reakce Antarktidy na působení ENSO není všudypřítomná.

### Asie
Když se teplá voda šíří ze západního Pacifiku a Indického oceánu do východního Pacifiku, bere s sebou déšť, což způsobuje rozsáhlé sucho v západním Pacifiku a srážky v normálně suchém východním Pacifiku. Singapur zažil v roce 2010 nejsušší únor od počátku záznamů v roce 1869, kdy za měsíc spadlo pouze 6,3 mm srážek a 26. února teploty dosáhly až 35 °C. Další nejsušší únor byl v letech 1968 a 2005, kdy spadlo 8,4 mm srážek.

### Austrálie a jižní Pacifik
Během jevů El Niño může přesun srážek ze západního Pacifiku znamenat snížení srážek v celé Austrálii, nad jižní částí kontinentu mohou být zaznamenány vyšší než průměrné teploty, protože povětrnostní systémy jsou pohyblivější a vyskytuje se méně blokujících oblastí vysokého tlaku, nástup indoaustralského monzunu v tropické Austrálii se opozdí o dva až šest týdnů, což v důsledku znamená snížení srážek nad severními tropy. Riziko výrazné sezóny požárů buše v jihovýchodní Austrálii je po události El Niño vyšší, zejména pokud je spojena s pozitivním dipólem Indického oceánu. Během události El Niño se na Novém Zélandu v létě zpravidla vyskytují silnější nebo častější západní větry, což vede ke zvýšenému riziku sušších podmínek podél východního pobřeží, než je obvyklé. Na západním pobřeží Nového Zélandu však prší více než obvykle, a to kvůli bariérovému efektu pohoří Severního ostrova a Jižních Alp.
Na Fidži panují během El Niña obvykle sušší podmínky, než je obvyklé, což může vést k tomu, že se nad ostrovy usadí sucho, nicméně hlavní dopady na ostrovní stát se projeví přibližně rok poté, co se událost ustálí. V rámci ostrovů Samoa jsou během jevu El Niño zaznamenány podprůměrné srážky a vyšší teploty, než je obvyklé, což může vést k suchu a lesním požárům na ostrovech. Mezi další dopady patří pokles hladiny moře, možnost bělení korálů v mořském prostředí a zvýšené riziko zasažení Samoy tropickým cyklonem.

### Evropa

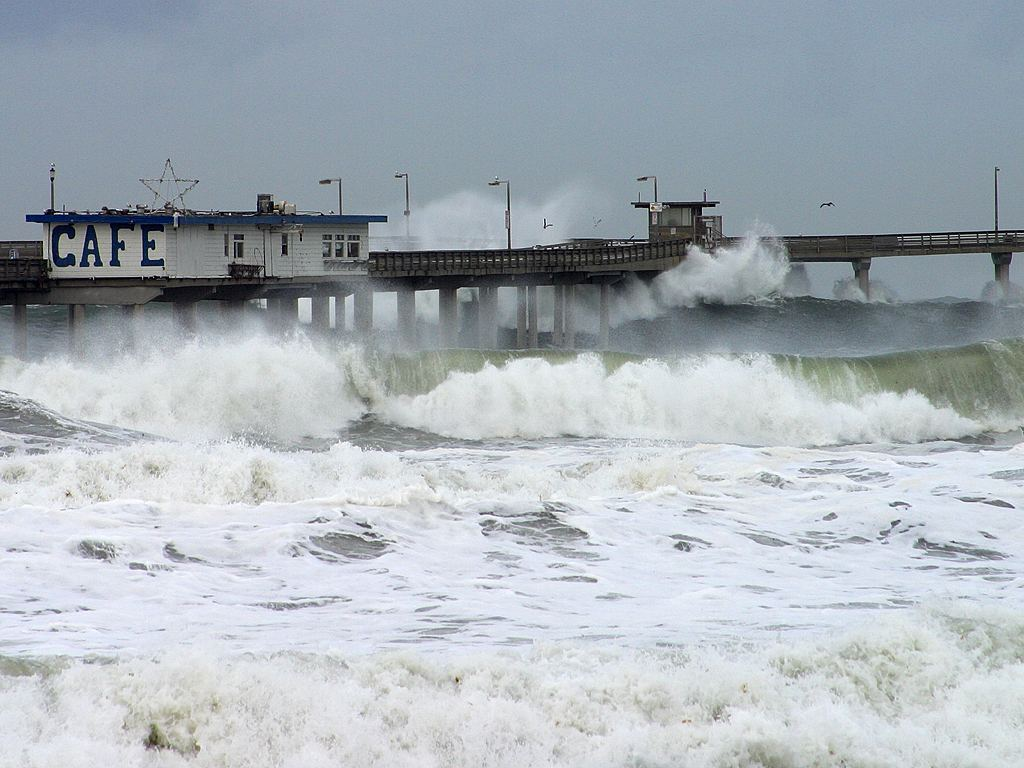
Účinky jevu El Niño (Ocean Beach, San Diego, prosinec 2002)

Vliv El Niña na Evropu je kontroverzní, složitý a obtížně analyzovatelný, protože je jedním z několika faktorů, které ovlivňují počasí nad kontinentem, a ostatní faktory mohou tento signál přehlušit.

### Severní Amerika
V Severní Americe se hlavní teplotní a srážkové dopady El Niña obecně projevují v šesti měsících mezi říjnem a březnem. Zejména ve většině Kanady jsou zimy a jara obecně mírnější než obvykle, s výjimkou východní Kanady, kde k žádným významným dopadům nedochází. Ve Spojených státech jsou v tomto šestiměsíčním období obecně pozorovány nadprůměrně vlhké podmínky na pobřeží Mexického zálivu mezi Texasem a Floridou, zatímco sušší podmínky jsou pozorovány na Havaji, v údolí Ohia, na severozápadě Pacifiku a ve Skalnatých horách.

### Jižní Amerika
Účinky El Niña v Jižní Americe jsou přímé a silnější než v Severní Americe. El Niño je spojen s teplými a velmi vlhkými měsíci v období od dubna do října podél pobřeží severního Peru a Ekvádoru, což způsobuje velké záplavy, kdykoli je událost silná nebo extrémní. Účinky během měsíců února, března a dubna se mohou stát kritickými podél západního pobřeží Jižní Ameriky, El Niño snižuje příliv studené, na živiny bohaté vody, která udržuje velké populace ryb, které zase udržují hojné mořské ptáky, jejichž trus podporuje průmysl hnojiv. Snížení přílivu vede k úhynu ryb u pobřeží Peru. Jižní Brazílie a severní Argentina také zažívají vlhčí podmínky, než je obvyklé, ale hlavně na jaře a na začátku léta. Střední Chile zažívá mírnou zimu s velkým množstvím srážek a peruánsko-bolivijské Altiplano je někdy vystaveno neobvyklým zimním srážkám. Sušší a teplejší počasí se vyskytuje v některých částech povodí Amazonky, v Kolumbii a ve Střední Americe.

#### Galapágy
Galapágy jsou řetězcem sopečných ostrovů, téměř 600 mil západně od Ekvádoru v Jižní Americe. Tyto ostrovy se nacházejí ve východní části Tichého oceánu a jsou domovem široké škály suchozemských i mořských druhů včetně žraloků, ptáků, leguánů, želv, tučňáků a tuleňů. Tento robustní ekosystém je podporován normálními pasáty, které ovlivňují příliv studených, na živiny bohatých vod k ostrovům. Během El Niño události pasáty zeslábnou a někdy se tlačí ze západu na východ. To způsobuje zeslabení rovníkového proudění, čímž se zvyšuje teplota povrchových vod a snižuje množství živin ve vodách obklopujících Galapágy. El Niño způsobuje trofickou kaskádu, která ovlivňuje celé ekosystémy počínaje primárními producenty a konče kriticky důležitými živočichy, jako jsou žraloci, tučňáci a tuleni. Účinky El Niña se mohou stát zhoubnými pro populace, které v těchto letech často hladoví a vymírají. V letech El Niño se mezi skupinami živočichů projevují rychlé evoluční adaptace, které mají podmínky El Niño zmírnit.

## Sociálně-ekologické dopady na lidstvo a přírodu

El Niño má nejpřímější dopad na život v rovníkovém Pacifiku, jeho účinky se šíří na sever a na jih podél pobřeží Ameriky a ovlivňují mořský život v celém Pacifiku. Změny v koncentraci chlorofylu-a jsou patrné na této animaci, která porovnává fytoplankton v lednu a červenci 1998. Od té doby vědci zdokonalili sběr i prezentaci údajů o chlorofylu.

### Ekonomické dopady
Když podmínky El Niño trvají mnoho měsíců, rozsáhlé oteplení oceánu a omezení východních pasátů omezuje příliv studených hlubokých vod bohatých na živiny a jeho ekonomický dopad na místní rybolov pro mezinárodní trh může být vážný.
Obecněji může El Niño ovlivnit ceny komodit a makroekonomiku různých zemí. Může omezit nabídku zemědělských komodit závislých na dešti, snížit zemědělskou produkci, stavebnictví a aktivity v oblasti služeb, vyvolat inflaci cen potravin a všeobecnou inflaci a může vyvolat sociální nepokoje v chudých zemích závislých na komoditách, které jsou závislé především na dovozu potravin. Pracovní dokument Cambridgeské univerzity ukazuje, že zatímco Austrálie, Chile, Indonésie, Indie, Japonsko, Nový Zéland a Jihoafrická republika čelí v reakci na šok způsobený jevem El Niño krátkodobému poklesu hospodářské aktivity, jiné země mohou z šoku způsobeného počasím El Niño ve skutečnosti těžit (buď přímo, nebo nepřímo prostřednictvím pozitivních vedlejších účinků od hlavních obchodních partnerů), například Argentina, Kanada, Mexiko a Spojené státy. Kromě toho většina zemí po šoku způsobeném jevem El Niño pociťuje krátkodobé inflační tlaky, zatímco globální ceny energií a komodit nesouvisejících s palivy se zvyšují. Podle odhadů MMF může výrazný jev El Niño zvýšit HDP Spojených států přibližně o 0,5 % (zejména díky nižším účtům za vytápění) a snížit HDP Indonésie přibližně o 1,0 %.

### Zdravotní a sociální dopady
Extrémní povětrnostní podmínky související s cyklem El Niño korelují se změnami výskytu epidemických onemocnění. Cyklus El Niño je například spojen se zvýšeným rizikem výskytu některých nemocí přenášených komáry, jako je malárie, horečka dengue a horečka riftového údolí. S cyklem El Niño jsou nyní spojeny cykly malárie v Indii, Venezuele, Brazílii a Kolumbii. K propuknutí další nemoci přenášené komáry, australské encefalitidy (Murray Valley encephalitis-MVE), dochází v mírném pásmu jihovýchodní Austrálie po silných deštích a záplavách, které jsou spojeny s jevy La Niña. K závažnému propuknutí horečky riftového údolí došlo po extrémních srážkách v severovýchodní Keni a jižním Somálsku během El Niño v letech 1997–98.
Podmínky ENSO byly také spojeny s výskytem Kawasakiho choroby v Japonsku a na západním pobřeží Spojených států, a to prostřednictvím vazby na troposférické větry v severním Tichém oceánu.
ENSO může souviset s občanskými konflikty. Vědci z The Earth Institute of Columbia University po analýze údajů z let 1950 až 2004 naznačují, že ENSO mohlo hrát roli v 21 % všech občanských konfliktů od roku 1950, přičemž riziko ročního občanského konfliktu se zdvojnásobilo ze 3 % na 6 % v zemích postižených ENSO v letech El Niño ve srovnání s roky La Niña.

### Ekologické důsledky
V suchozemských ekosystémech byla po události El Niño v letech 1972–73 pozorována epidemie hlodavců v severním Chile a podél peruánské pobřežní pouště. Zatímco někteří noční primáti (nártoun západosundský (Tarsius bancanus) a outloň váhavý (Nycticebus coucang)) a medvěd malajský (Helarctos malayanus) byli v těchto vypálených lesích lokálně vyhubeni nebo se jejich početnost drasticky snížila, v Panamě a Kostarice byla zaznamenána ohniska výskytu motýlů. Během událostí ENSO v letech 1982–83, 1997–98 a 2015–16 došlo na rozsáhlých územích tropických lesů k prodlouženému období sucha, které mělo za následek rozsáhlé požáry a drastické změny ve struktuře lesů a druhovém složení stromů v amazonských a bornejských lesích.
Dopady se neomezují pouze na vegetaci, protože po extrémním suchu a strašlivých požárech během El Niño 2015–16 byl pozorován pokles populací hmyzu. Ve vypálených amazonských lesích byl rovněž pozorován úbytek druhů ptáků specializovaných na stanoviště a citlivých na vyrušování a velkých rybožravých savců, zatímco na místě vypáleného lesa na Borneu došlo k dočasnému vymizení více než 100 druhů nížinných motýlů.
Nejkritičtější jsou celosvětové události masového bělení korálů, které byly zaznamenány v letech 1997–98 a 2015–16, kdy byly po celém světě zaznamenány přibližně 75–99% ztráty živých korálů. Značná pozornost byla věnována také zhroucení peruánských a chilských populací sardelí, které vedlo k vážné krizi rybolovu po událostech ENSO v letech 1972–73, 1982–83, 1997–98 a nedávno v letech 2015–16. V roce 2015–16 došlo ke zhroucení populací sardelí v Peru. Zejména zvýšená teplota povrchové mořské vody v letech 1982–83 vedla také k pravděpodobnému vyhynutí dvou druhů pakorálů v Panamě a k masivnímu úhynu porostů chaluh podél 600 km pobřeží v Chile, z něhož se chaluhy a související biodiverzita v nejvíce postižených oblastech pomalu vzpamatovávaly i po 20 letech. Všechna tato zjištění rozšiřují roli událostí ENSO jako silné klimatické síly, která je hnací silou ekologických změn po celém světě – zejména v tropických lesích a korálových útesech.
V sezónně suchých tropických lesích, které jsou odolnější vůči suchu, vědci zjistili, že sucho vyvolané jevem El Niño zvýšilo úmrtnost semenáčků. Ve výzkumu publikovaném v říjnu 2022 vědci studovali sezónně suché tropické lesy v národním parku v thajském Chiang Mai po dobu 7 let a pozorovali, že El Niño zvýšilo úmrtnost sazenic i v sezónně suchých tropických lesích a může mít dlouhodobý dopad na celé lesy.